# Zone de protection de la faune de Tyrifjorden
La Zone de protection de la faune de Tyrifjorden a été créée le 27 août 1954 et couvre une superficie de 5.12 km² au sud-ouest de Tyrifjorden (soit l'entonnoir à l'origine de la formation de la Drammenselva à Vikersund), et la partie supérieure de la Drammenselva (dans la pratique, synonyme de Bergsjøen).
La protection comprend tous les animaux sauvages de la zone, mais l'objectif principal est d'assurer la protection des oiseaux dans cette importante  zone humide pour les oiseaux migrateurs.